# Markaz Awlād Ţawq Sharq
Markaz Awlād Ţawq Sharq är en region i Egypten.   Den ligger i guvernementet Sohag, i den centrala delen av landet, 400 km söder om huvudstaden Kairo.